# Gesine Cukrowski
Gesine Cukrowski (n. 23 octombrie 1968, Berlin) este o actriță germană.

## Date biografice
Gesine Cukrowski, fiica unei artiste și al unui inginer german, a urmat școala într-un gimnaziu catolic în Berlinul Occidental, Sector Neukölln. Debutul ca actriță la avut în serialul TV, Praxis Bülowbogen, fiind descoperită ca talent, întrerupe studiul de teatru și germanistică.

## Filmografie
- 1991: Aufstand der Dinge
- 1994: Und tschüss!
- 1995: Rosa Roth
- 1995: Und tschüss auf Mallorca
- 1996: Und tschüss in Amerika
- 1996: Mein Papa ist kein Mörder
- 1996: Blutige Rache
- 1996: 60 Minuten Todesangst
- 1998: Die Schläfer
- 1998: Tatort - Engelchen flieg!
- 1998: SOKO 5113 - Der Überläufer
- 1998–2007: Der letzte Zeuge
- 1999: T.E.A.M. Berlin
- 2000: Kilimandjaro
- 2000: Der Bulle von Tölz
- 2000: Die Kommissarin
- 2001: Feardotcom
- 2001: Bel Ami
- 2002: Donna Leon - Venezianisches Finale
- 2002: Edel & Starck
- 2002: Wunschkinder und andere Zufälle
- 2003: Donna Leon - Acqua Alta
- 2003: Balko - Der Racheengel
- 2003: Ein Fall für Zwei - Nebengeschäfte
- 2004: Lieben und Töten
- 2004: Die Spielerin
- 2004: Der Bestseller
- 2004: Judith Kemp
- 2004: Wolffs Revier - Spätfolge
- 2005: Das Duo - Man lebt nur zweimal
- 2005: Krieg der Frauen
- 2005: Eine Robbe zum Verlieben
- 2005: Die Hochzeit meiner Töchter
- 2006: Am Ende des Schweigens
- 2006: Nemesis
- 2006: Rettet die Weihnachtsgans
- 2006: Eine Robbe und das große Glück
- 2007: Zwischen heute und morgen
- 2007: Das Wunder von Berlin
- 2007: Das letzte Aufgebot
- 2007: Annas Albtraum kurz nach sechs
- 2007: Der Kriminalist - Dunkles Geheimnis
- 2008: Das Papstattentat
- 2008: Tatort - Blinder Glaube
- 2008: Ein Fall für Zwei - geplatzte Träume
- 2009: Licht über dem Wasser
- 2009: Faktor 8 – Der Tag ist gekommen